# Municipio de Waukon
El municipio de Waukon (en inglés, Waukon Township) es un municipio del condado de Norman, Minnesota, Estados Unidos. Tiene una población estimada, a mediados de 2023, de 90 habitantes.
Abarca una zona exclusivamente rural.

## Geografía
Está ubicado en las coordenadas 47°22′8″N 96°7′49″O / 47.36889, -96.13028. Según la Oficina del Censo, tiene una superficie total de 93.67 km², de los cuales 93.64 km² corresponden a tierra firme y 0.03 km² están cubiertos de agua.

## Demografía
Según el censo de 2020, en ese momento había 91 personas residiendo en la zona. La densidad de población era de 1.0 hab./km². El 95.60 % de los habitantes eran blancos, el 1.10 % era asiático y el 3.30 % eran de una mezcla de razas. No había hispanos o latinos residiendo en la región.